# Piràmide encorbada
La piràmide encorbada o piràmide romboidal és una piràmide construïda pel faraó Snefru a Dashur. El nom antic fou la piràmide brillant. Es creu que va poder ser planejada així des de bon començament (però, altres opinions diuen que fou un canvi a mitjan construcció) i es caracteritza pel fet que a mitjana alçada fa un canvi d'inclinació. Segons el primer angle de 52 graus, l'alçada total hauria estat d'uns 130 metres. El segon angle fou de 43 graus. Es creu la construcció no es va completar com era previst perquè van aparèixer esquerdes a l'interior, per culpa del terreny. Té una alçària total de 105 metres. Una vegada deixada com és, el faraó potser va decidir acabar la de Meidum.
S'atribueix a Snefru haver construït per ordre cronològic una piràmide a Seila, prop d'el Faium, amb 5 esglaons i 35 metres de costat i la finalització de la piràmide de Meidum, iniciada pel seu antecessor Huni. És possible que la de Seila fos obra d'Huni; la de Meidum, en canvi, va poder ser compartida; però l'encorbada fou, sens dubte, obra completa de Snefru.
La piràmide té dues entrades orientades al nord i oest, dues cambres i dos corredors. L'entrada del nord, a 12,2 metres sobre el nivell del sòl, condueix a un corredor que baixa fins a arribar a dues cambres altes tallades a la roca, des de les quals s'arriba a una altra cambra descoberta el 1946. Té una piràmide subsidiària al sud. A l'est, es troba un petit temple funerari explorat el 1950, amb dues esteles amb noms reials inscrits, i un pati amb sis capelles.